# Rhoptropus taeniostictus
Rhoptropus taeniostictus är en ödleart som beskrevs av  Laurent 1964. Rhoptropus taeniostictus ingår i släktet Rhoptropus och familjen geckoödlor. Inga underarter finns listade i Catalogue of Life.